# 리세 호비크
리세 호비크(Lise Haavik, 1962년 2월 23일 ~ )는 노르웨이, 덴마크의 가수이다. 욘 하팅 결성 음악 그룹 트랙스의 일원으로도 활동한 경력을 갖고 있다. 유로비전 송 콘테스트 1986에서 덴마크 대표로 참가했다.